# Теодор Херцл
Теодор Херцл (Будимпешта, 2. мај 1860 — Едлах, 3. јул 1904) је био аустроугарски новинар јеврејског порекла који се бавио новинарством, политиком а такође је био и публициста. Иако у раној младости није био претерано окренут јудаизму, каснији догађаји а посебно Драјфусова афера, су утицали да постане свестан јеврејског питања. Објављивањем двеју књига, Држава Јевреја и Стара земља, Нова земља, у којима се бави питањима везаним за живот Јевреја у тадашњој Европи, Херцл постаје познат као зачетник ционизма.
Сахрањен је у Гори Херцл Плаза.

## Дела
- Књиге
  - 
  - 

"Оно што си наумио, више није сан." (енгл. "If you will it, it is no dream.") Фраза из Херцлове књиге Стара земља, Нова земља, постала је омиљени слоган јеврејског покрета који је желео да Јевреји добију сопствену државу.
- Позоришне представе[3][4]
  - , комедија, Беч 1880. год.
  - , комедија, Беч 1882. год.
  - , комедија, Беч 1884. год.
  - , комедија, Беч 1885. год.
  - , комедија, Беч 1885. год.
  - , комедија, Беч 1887. год.
  - , комедија, коауторство са Х. Витменом, Беч 1888. год.
  - , комедија, Беч 1890. год.
  - , комедија, коауторство са Х. Витменом, Беч 1890. год.
  - , комедија, Беч 1891. год.
  - , комедија, Беч 1895. год.
  - , драма, Беч 1898.
  - , комедија, Беч 1899. год.
  - , комедија, Беч 1899. год.
  - , комедија, Беч 1900. год.
  - , драма, Беч 1904. год.

## Занимљивости
Теодор Херцл потиче из угледне земунске породице. По њему је названа Улица Теодора Херцла у Земуну.